# 水谷雅子
水谷 雅子（みずたに まさこ、1968年9月15日 - ）は、愛知県出身の読者モデル。

## 来歴
その後、美容室のサロンモデルをきっかけに、2006年37歳の時、東海地方のローカル情報誌『メナージュケリー』に、生まれ育った同じ学区内の近所に住んでいる妹と共に「専業主婦」として掲載される
。その後、美魔女雑誌の読者モデルに登場するようになり、太田プロダクションに所属。

## 人物
- 自動二輪車免許を持っており、18歳で出会った2歳年上の医学生だった夫と交際中から、一緒にバイクツーリングしていた。後に名古屋東急ホテルで親戚メインで挙式をした[2][3]。

## 出演

### 情報誌・フリーペーパー
- メナージュケリー、ウフウフ

### 雑誌
- MAQUIA、VOCE、andGIRL、美スト、MISS

### PV
- 「for you...」つるの剛士（2012/3/14 カバーアルバム「つるのうた2」）

### TV
- メーテレ『ドデスカ！』